# دان كايث أوبر
دان كايث أوبر (بالإنجليزية:Don Keith Opper) ، ممثل أمريكي وكاتب القصة، من مواليد 12 يونيو 1949 ، شارك في عدة أفلام وكما شارك في عدة مسلسلات.

## أعماله
بعض أعماله لمشاركته في الفيلم:
- بلاك مون ريسنغ، أنتج سنة 1986.
- المخلوقات في أجزائها الأربع خلال سنوات : 1986 و1988 و1991 و1992.
- بايندت ديسيرت، أنتج الفيلم سنة 1993.

## وصلات خارجية
- دان كايث أوبر على موقع IMDb (الإنجليزية)
- دان كايث أوبر على موقع قاعدة بيانات الفيلم (الإنجليزية)